# Краљевски дворови Краљевског Дома Југославије и Србије
Краљевски Дом Југославије и Србије користио је неколико званичних и приватних резиденција у Београду и већим местима Краљевине. У Београду званичне резиденције Краљевског Дома су Градски Дворови (Стари двор и Нови двор) и Дедињски Дворови (Краљевски двор и Бели двор).